# Donomulyo (Secang)
Donomulyo is een bestuurslaag in het regentschap Magelang van de provincie Midden-Java, Indonesië. Donomulyo telt 1468 inwoners (volkstelling 2010).